# Aeroportul Picos
Aeroportul Picos (IATA: PCS, ICAO: SNPC) este un aeroport din Piauí, Brazilia ce deservește zona Picos. Aeroportul a fost tranzitat în 2009 de 12 pasageri. A fost numit după zona deservită.
Situat la o altitudine de 320 m, aeroportul dispune de 1 pistă.

## Infrastructură

### Piste
Aeroportul dispune de o singură pistă. Pista 14/32 are suprafața de asfalt și dimensiunile 1.200 m × 24 m. 